# サトル・サトウ・アート・ミュージアム
サトル・サトウ・アート・ミュージアム（Satoru Sato Art Museum）は、宮城県登米市出身の造形作家サトル・サトウ（fr:Satoru Satō ）と、彼がパリ滞在で出会った仲間達により寄贈された幾何学構成的絵画のコレクションを展示する美術館。
もと中田町（現登米市）立桜場小学校の校舎を改装利用し、登米市中田生涯学習センター3階に2007年7月28日に開館した。
幾何学構成的抽象絵画を中心とするコレクションは、サトル・サトウの作品350点、海外の作家仲間、コレクター、ギャラリーから寄贈された海外作家の作品272点、美術館全体のコレクションは計622点にのぼる。
開館から約1年経過した2008年9月13日、収蔵作品図録の完成を記念しグランドオープニングパーティーが盛大に開催され、アートミュージアムとして本格オープンした。
年末年始以外は毎日、開館し、入場無料。
周囲には石ノ森章太郎ふるさと記念館、登米市歴史博物館などテーマの異なる芸術関連施設がある。

## 収蔵作品
所蔵作品には絵画、レリーフ、オブジェ、インスタレーション、模型、デッサン、ドローイング、コラージュ、版画とあるが、有名作家の図録等も数多く所蔵している。 
サトル・サトウの常設展示室の他、4つの展示室があり、数多くの所蔵作品からテーマ毎に企画展示を行っている。
収蔵作家のピエト・モンドリアンやミシェル・スーフォー（fr:Michel Seuphor ）、ソニア・ドローネ（fr:Sonia Delaunay ）、カルメロ・アルデン・キン（fr:Carmelo Arden-Quin ）、ヴィクトル・ヴァザルリ、ジュス・ラファエル・ソト（fr:Jesús Rafael Soto ）、ヤコブ・アガム、カルロス・クルズ=ディエズ（fr:Carlos Cruz-Díez ）、ソル・ルウィット、チリダ（en:Eduardo Chillida ）、トマセロ（fr:Luis Tomasello ）、ヌームール（fr:Aurélie Nemours ）、ロース（en:Paul Lohse ）といった有名芸術家達143名の作品からヨーロッパ美術の流れの一端を見る事ができる。

## 現在の活動
開館に際しては、小学校の改装とはいえ、市立の美術館を作ることに対し市議会では財政難から一度は否決されたが、市教育委員会はアートミュージアムに改装する計画を変更し、生涯学習センターとしての利用に変更して、議会の理解を得ることができたという経緯がある。
学校教育との連携、一般市民を対象にした親しみやすい事業の展開という2つの柱でコレクションと施設の有効活用を図っており、体験絵画教室や現代アート講座などを実施している。

## 附属施設
- 創作室
- 図書館
- 会議室
- 研修室

## 交通アクセス
- 東北自動車道若柳金成I.C.より車で35分
- 三陸縦貫自動車道登米I.C.より車で10分
- 東北新幹線くりこま高原駅より　タクシーで45分
- 東北本線石越駅より　タクシーで20分